# Samoa na Letnich Igrzyskach Olimpijskich 1996
Samoa na Letnich Igrzyskach Olimpijskich 1996 reprezentowało  pięcioro zawodników: czterech mężczyzn i jedna kobieta. Był to czwarty start reprezentacji Samoa na letnich igrzyskach olimpijskich.

## Skład kadry

### Boks
Mężczyźni
- Bob Gasio waga średnia (do 75 kg) – 17. miejsce
- Sam Leuii waga półciężka (do 91 kg) – 17. miejsce

### Lekkoatletyka
Mężczyźni
- Chris Suaʻmene rzut dyskiem – 39. miejsce

Kobiety
- Iloai Suaniu rzut oszczepem – 32. miejsce

### Podnoszenie ciężarów
Mężczyźni
- Ofisa Ofisa kategoria do 76 kg – 18. miejsce